# Цихоцкая, Руслана Петровна
Русла́на Петро́вна Цихо́цкая (укр. Руслана Петрівна Цихоцька; род. 23 марта 1986, Магдагачи, Амурская область) — украинская легкоатлетка, специалистка по тройным прыжкам и прыжкам в длину. Выступала на профессиональном уровне в 2001—2020 годах, победительница и призёрка ряда крупных международных турниров, трёхкратная чемпионка Украины, участница летних Олимпийских игр в Рио-де-Жанейро.

## Биография
Руслана Цихоцкая родилась 23 марта 1986 года в посёлке Магдагачи Амурской области РСФСР. Занималась лёгкой атлетикой в Черновцах, проходила подготовку в местной Школе высшего спортивного мастерства. Окончила педагогический факультет Черновицкого национального университета.
С 2001 года выступала в тройном прыжке и прыжке в длину на различных юношеских и юниорских соревнованиях национального уровня.
В 2011 году в тройном прыжке выиграла зимний чемпионат Украины в Сумах и летний чемпионат Украины в Донецке. В составе украинской сборной выступила на Всемирных военных играх в Рио-де-Жанейро, где завоевала бронзовые награды в прыжках в длину и тройных прыжках. Позднее также прыгала тройным на чемпионате мира в Тэгу, в финал не вышла.
В 2012 году соревновалась в тройном прыжке на чемпионате мира в помещении в Стамбуле и на чемпионате Европы в Хельсинки. Помимо этого, на Кубке Украины в Ялте превзошла всех соперниц, установив свой личный рекорд — 14,53 метра.
В 2013 году участвовала в чемпионате Европы в помещении в Гётеборге и в чемпионате мира в Москве.
В 2016 году в третий раз стала чемпионкой Украины в тройном прыжке, выступила на чемпионате Европы в Амстердаме. Благодаря череде успешных выступлений удостоилась права защищать честь страны на летних Олимпийских играх в Рио-де-Жанейро — в ходе предварительного квалификационного этапа прыгнула на 13,63 метра, чего оказалось недостаточно для выхода в финал.
В 2017 году прыгала тройным на чемпионате Европы в помещении в Белграде, выйти в финал не смогла.
Впоследствии некоторое время выступала на коммерческих турнирах в США. Завершила спортивную карьеру по окончании сезона 2020 года.